# Matagi
Als Matagi (japanisch 又鬼, Ainu マタギ) bezeichnet man den traditionellen Beruf eines Winterjägers, der in der Tohoku-Region des nördlichen Japans und dort besonders im Shirakami-Sanchi-Wald zwischen Akita und Aomori ausgeübt wurde und auch heute vereinzelt noch wird.

## Etymologie
Das Wort "Matagi" scheint der Sprache der Ainu zu entstammen und bezieht sich auf matangi oder matangitono, was mit "Mann des Winters" oder einfach nur "Jäger" übersetzt werden kann.

## Lebensweise
Die Matagi betreiben Jagd auf Bären und anderes Wild wie Hirsche, Hasen oder Enten und ziehen kulturelle Wurzeln aus dem Bärenkult der Ainu, der ursprünglichen Einwohner Japans, deren Nachfahren heute noch im Norden des Landes leben. Matagi leben in kleinen Dörfern in den ausgedehnten Buchenwäldern Tohokus, wo sie über die Sommermonate hinweg Landwirtschaft und Ackerbau betreiben. Im Winter und beginnenden Frühling ziehen sie in Jagdtrupps aus, welche manchmal mehrere Wochen am Stück im Wald auf der Pirsch verbringen. 
Der Beruf wurde traditionell vom erwachsenen Matagi an seine Kinder weitergegeben, eine spezialisierte Schule oder Ausbildungseinrichtung existierte in dieser Form für den Beruf nie. Auch Bekannte oder Nachbarn eines Matagi wurden für gewöhnlich nicht als Nachfolger ausgebildet, nur direkte Nachkommen kamen dazu infrage.
Nach Einführung von Jagdgewehren im 20. Jahrhundert fiel die Notwendigkeit einer großen Jagdgruppe für die Bärenjagd weg, was wiederum auch zu einem Rückgang der Zahl der Matagi führte. Heutzutage sind nur noch wenige Menschen im Beruf eines Matagi tätig, wenngleich durch kulturelle Öffnung in den letzten Jahren auch vermehrt wieder unter jungen Personen Interesse geweckt werden konnte.
An traditionellen Jagdwaffen umfasst das Arsenal eines Matagi eine Vielzahl an Objekten, dazu zählt unter anderem das Fukuronagasa, ein oftmals handgemachtes Messer zur Bärenjagd sowie das Monmebakari, eine spezialisierte Waage zum Wiegen der Gallenblase des erlegten Bären.

## Geschichte und Situation heute

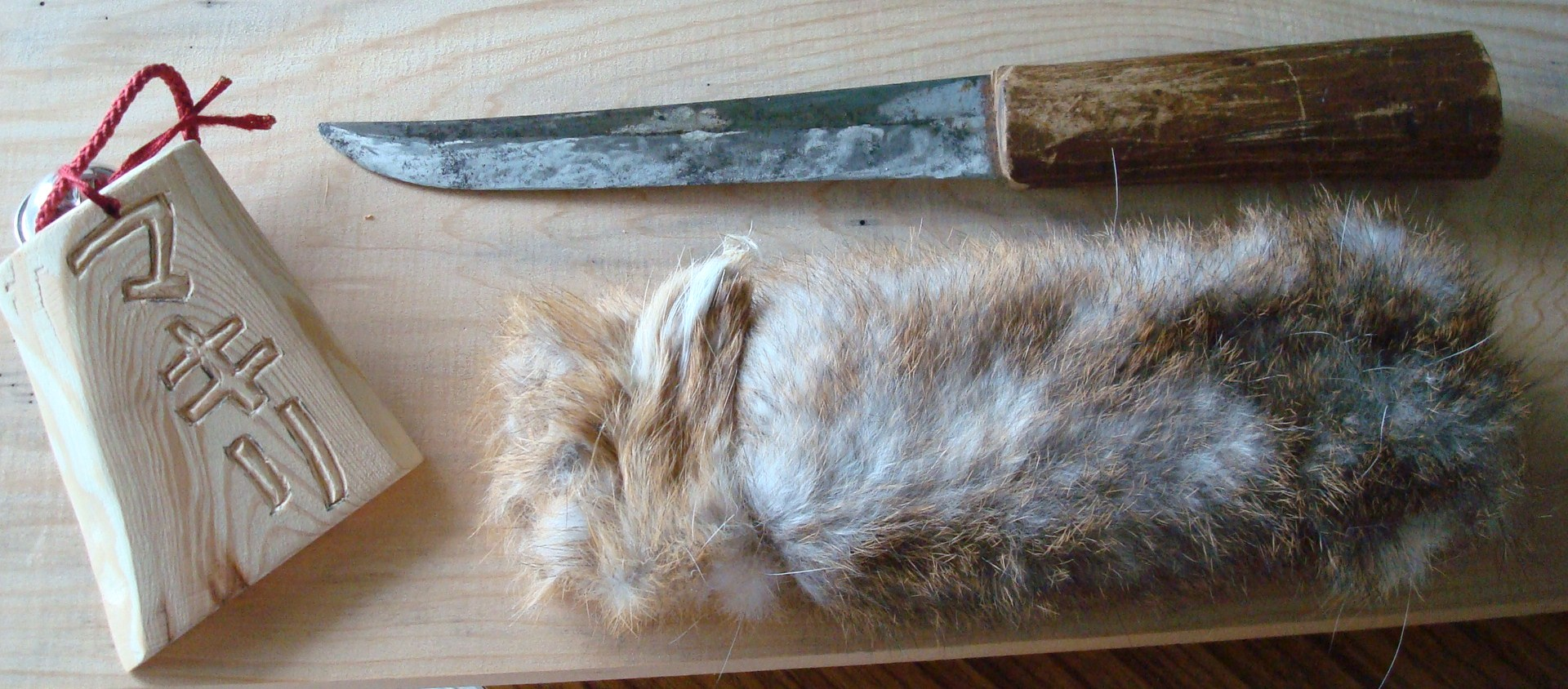
Ein Fukuronagasa für die Bärenjagd.

Berichte von Matagi sind bis in das Mittelalter belegt, jedoch gibt es den Beruf auch in der heutigen Zeit noch. Umweltschützer lagen oftmals mit den Jägern im Streit, da die ehemaligen Jagdgründe im Wald bis heute teilweise bereits leergejagt worden waren. Geschützte Arten wie der japanische Serau werden nicht mehr bejagt, jedoch sind Bärenjagden nach wie vor an der Tagesordnung. Als Matagi wird eine besondere Jagdlizenz benötigt.
In der Jägersprache sind viele Wörter aus der Sprache der Ainu zu finden. Generell herrscht auf der Jagd eine spezielle Sprache mit vielen eigenen Vokabeln für ansonsten im Alltagsleben bekannte Dinge oder Zustände, vergleichbar beispielsweise mit dem Pidgin von Minenarbeitern, um durch Kontrolle der Sprache ein Gefühl der Zusammengehörigkeit zu stimulieren.
Die meisten Matagi-Dörfer finden sich heute in Nishitsugaru und Nakatsugaru, weiters auch in Aomori, Kitaakita, Senboku, Waga, Iwate, Nishiokitama, Tsuruoka, Yamagata, Murakami, Nakauonuma, Niigata sowie in Nagano.

## Aufarbeitung in Literatur und Film
Nennenswerte Beispiele in der Literatur umfassen etwa den biographischen Roman Dog Man: An Uncommon Life on a Faraway Mountain von Martha Sherrill, in dem die Beschreibung eines realen Matagi der Jetztzeit namens Uesugi zu finden ist, welcher als ein Freund der Hauptcharaktere half, die Hunderasse der Akita zu bewahren, welche in der Vergangenheit ausgiebig zur Jagd genutzt wurde.
Weiters sei der Abenteuerfilm Der Bärenfänger von 1987 genannt. Dieser handelt vom Matagi Ginzo, welcher in den 1920er Jahren als Angehöriger eines aussterbenden Berufes mit Gewissensbissen kämpfen muss sowie die Beziehung zu seinem Enkelsohn während des gemeinsamen Aufziehens eines Bärenjungen pflegt.
Die Figur Genjirou Tanigaki ist ein Matagi in der japanischen Animeserie Golden Kamuy, der durch sein Wissen über traditionelle Jagdtechniken den Protagonisten bei gefährlichen Missionen unterstützt und bei der Suche nach verstecktem Ainu-Gold Hilfe leistet. Er heiratet zum Ende der Serie eine Ainu. 